# Fredeluga del Senegal
La fredeluga del Senegal (Vanellus senegallus) és una espècie d'ocell de la família dels caràdrids (Charadriidae) que habita pantans, llacs i terres de conreu de la zona afrotròpica, a la major part de l'Àfrica Subsahariana a excepció de les selves de l'oest i el centre, i algunes àrees de l'Àfrica Meridional.